# Сальто-Гранде
Сальто-Гранде — велика гідроелектростанція на річці Уругвай, розміщена між містами Конкордія та Сальто; таким чином вона працює на дві країни. Розташована після ГЕС Фос-ду-Шапеко, становить нижній ступінь в каскаді на Уругваї.
Будівництво дамби почалось у 1974 році й завершилось у 1979. Електроенергія виробляється 14 поворотно-лопатними гідротурбінами загальною встановленою потужністю 1 890 МВт.

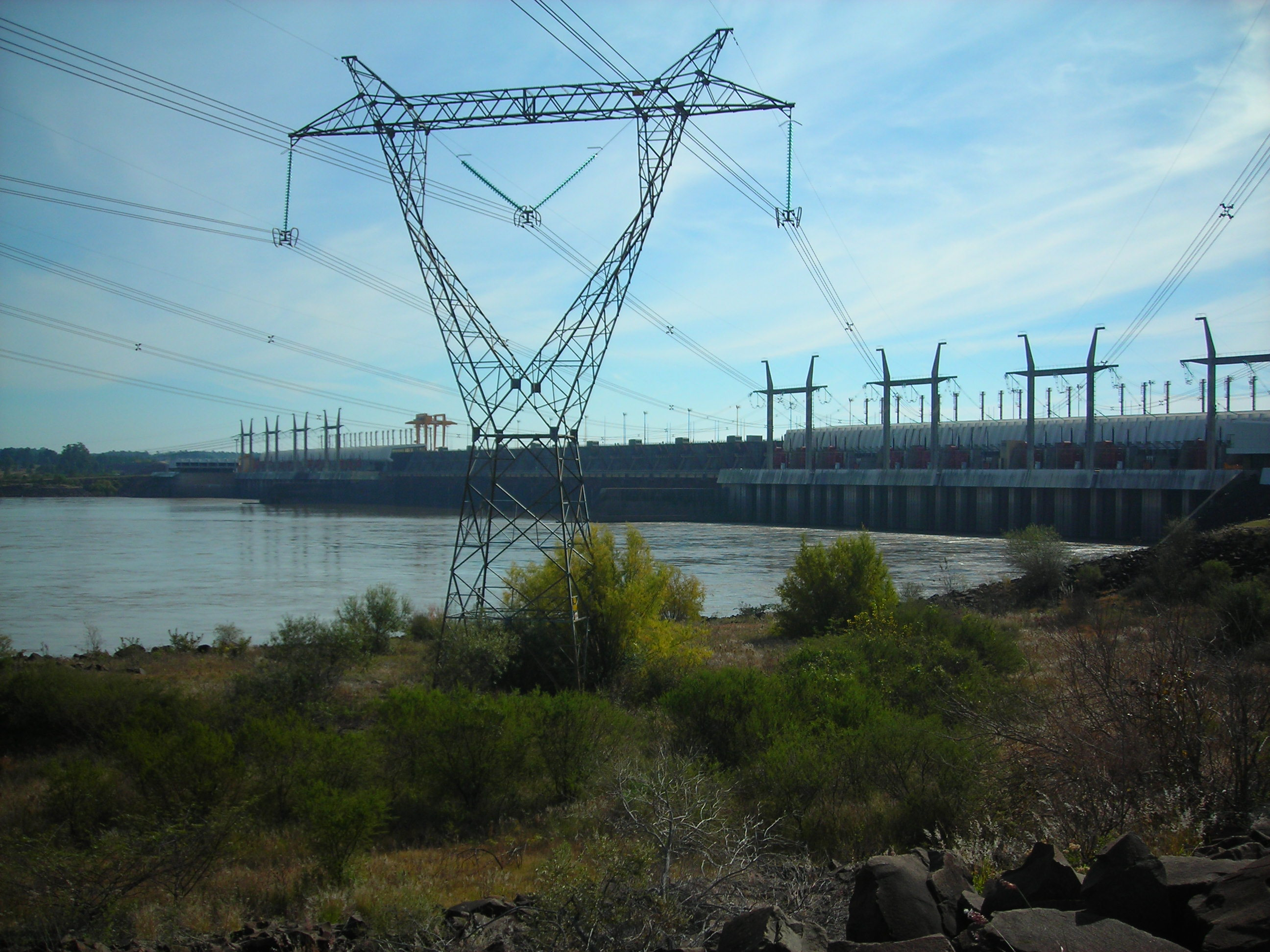
Сальто-Гранде

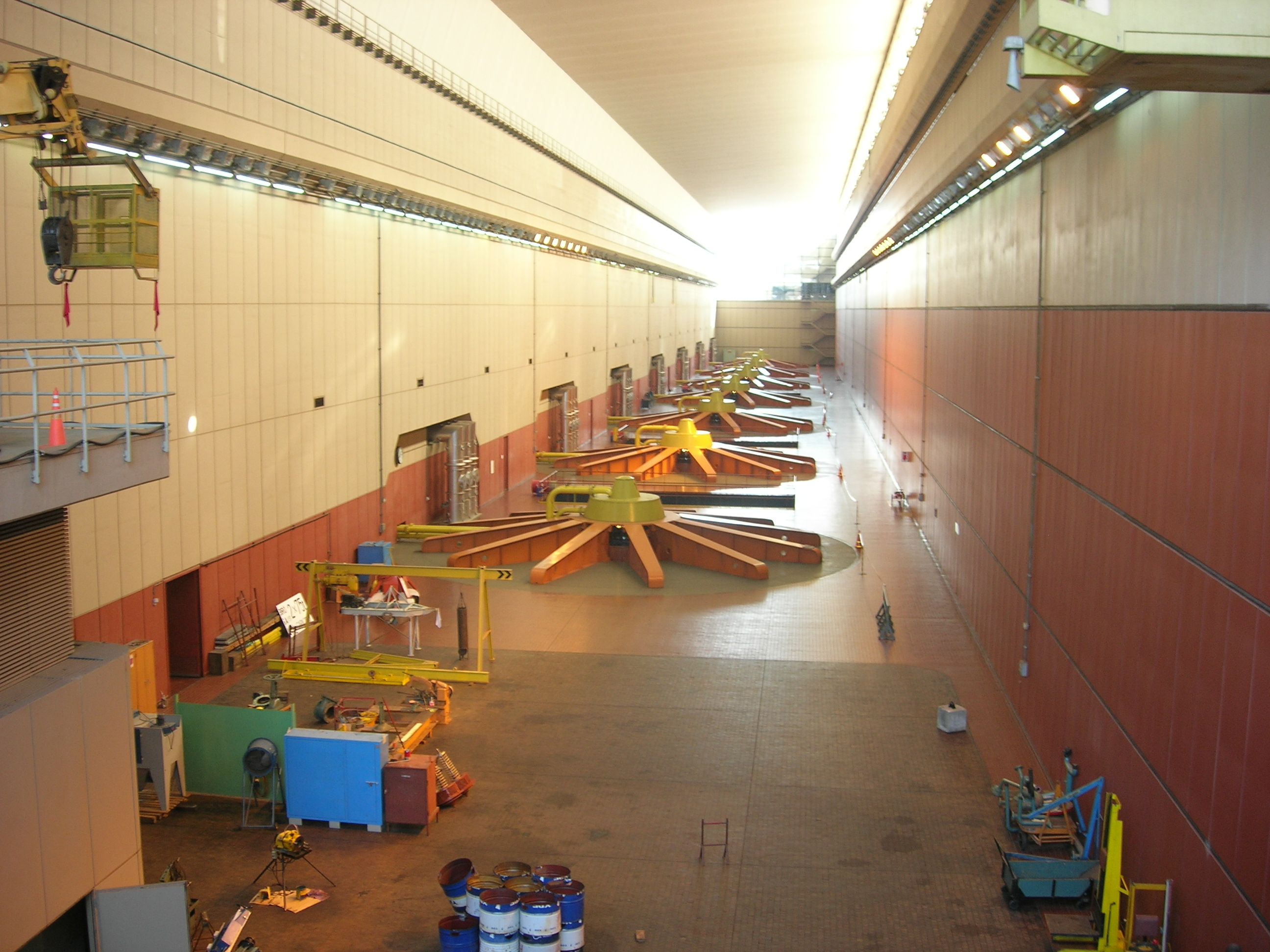
Всередині машинного відділення